# Noviherbaspirillum suwonense
Noviherbaspirillum suwonense es una bacteria gramnegativa del género Noviherbaspirillum. Fue descrita en el año 2014. Su etimología hace referencia a la ciudad de Suwon, en Corea del Sur. Es aerobia y móvil. Tiene un tamaño de 0,9-1,1 μm de ancho por 2-3 μm de largo. Forma colonias convexas, circulares, de color naranja claro y con márgenes enteros en agar R2A tras 3 días de incubación. También crece en agar LB, NA y TSA, pero no en MacConkey. Temperatura de crecimiento entre 10-40 °C, óptima de 28 °C. Catalasa y oxidasa positivas. Es sensible a amikacina, cloranfenicol, eritromicina, imipenem, kanamicina, rifampicina, estreptomicina y tetraciclina. Se ha aislado de una muestra de aire en la región de Suwon, Corea del Sur. 